# Krananda vitraria
Krananda vitraria là một loài bướm đêm trong họ Geometridae.